# Basilica (araldica)

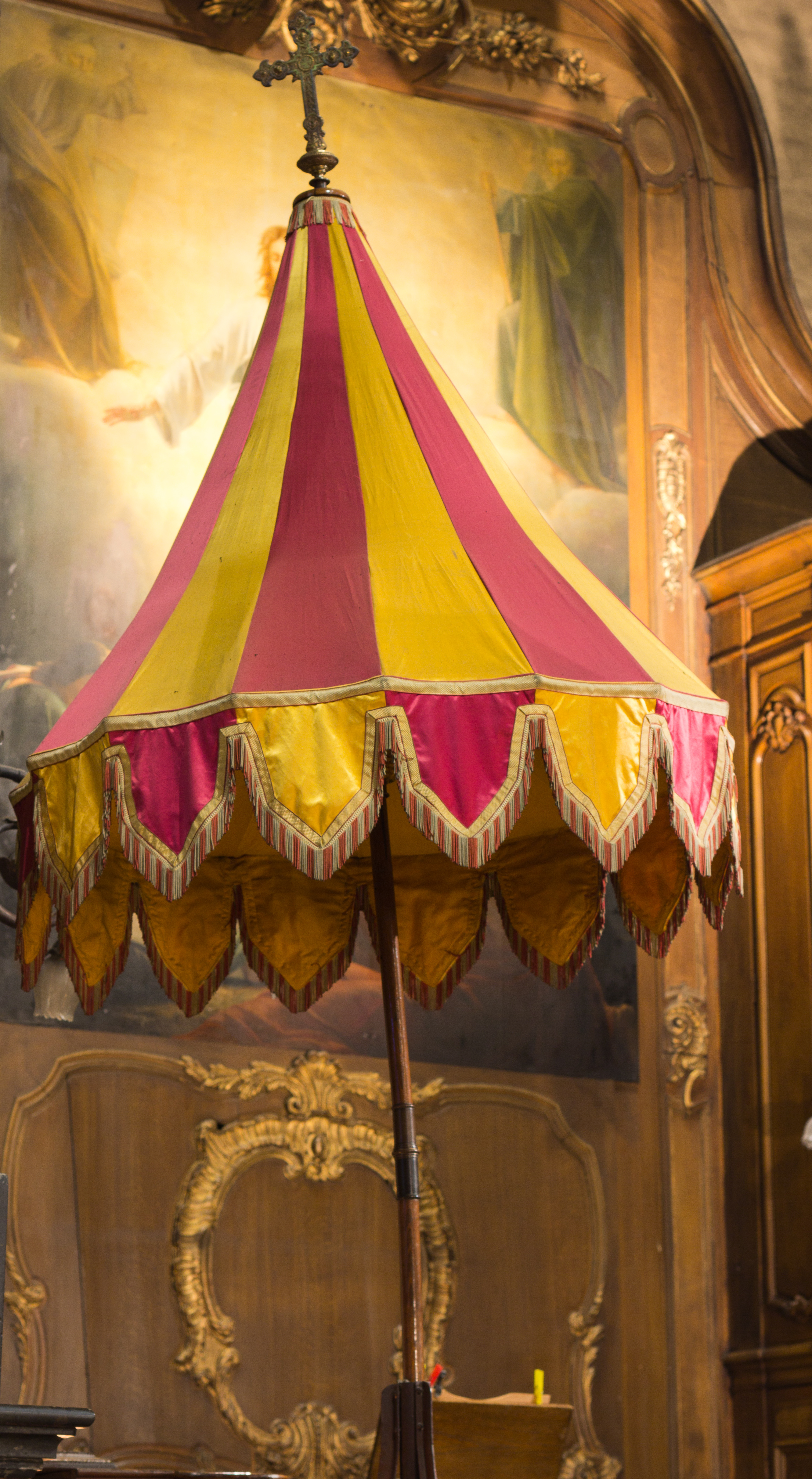
Gonfalone della Basilica di Saint-Sauveur a Rennes.

Basilica è un termine utilizzato principalmente in araldica per indicare l'ombrellone, o gonfalone (o anche padiglione, conopeo, o sinnicchio) papale, simbolo della Chiesa cattolica e dell'autorità papale su di essa: oggi si trova in tutte le chiese che godono del rango di basilica, posta prevalentemente a destra degli altari principali. Quando il papa visita una basilica, l'ombrellino è aperto.
Viene descritta "a guisa di ombrellone a gheroni rossi e gialli; coi pendenti tagliati a vaio e di colori contrastati; l'asta a forma di lancia con arresto"; termina alla sommità con un globo sormontato da una croce.

## Storia
La basilica, detta in latino umbraculum (ombrellino), è un elemento storico delle insegne papali, un tempo utilizzato quotidianamente per fare ombra al pontefice. Questo oggetto, più genericamente, era usato per i personaggi ragguardevoli, facendo parte del cerimoniale d'accoglienza; di conseguenza cominciò ad essere presente nelle basiliche pontificie di Roma, per essere pronti a ricevere le visite papali; proprio per questo motivo l'ombrello assunse la denominazione di “basilica” e divenne emblema per tutte le basiliche del mondo.
I colori della basilica sono i colori tradizionali del pontificato (il bianco è entrato in uso nelle insegne papali solo dopo le guerre napoleoniche). Era anche affiancata da un'asta con una piccola campanellina, il tintinnabulum che spesso suonava per annunciare l'arrivo del papa in viaggio su un carro a cavalli o la sua presenza all'interno di una processione. Un ciclo di affreschi del 1248 nell'oratorio di San Silvestro della chiesa romana dei Quattro Coronati mostra che la basilica (umbraculum) era già in uso come insegna papale in occasione di eventi pubblici nei tradizionali colori oro e rosso.

## Utilizzo araldico
La basilica è forse conosciuta principalmente quale elemento essenziale dello stemma impiegato durante la Sede vacante, il periodo cioè d'interregno fra due papi. Come simbolo di interregno fu usato per la prima volta nelle monete coniate nel 1521.
Essa è però anche presente nell'arma del Camerlengo di Santa Romana Chiesa, proprio perché i poteri di un papa non cessano con la fine di un pontificato, poiché sono stati affidati alla Chiesa: è ornata dalle due chiavi d'oro e d'argento poste in decusse e attraversanti sulla basilica; basilica e chiavi sono presenti inoltre negli emblemi del Sacro Collegio Cardinalizio, della Camera apostolica, di alcuni istituti e seminari pontifici. L'ombrellino è anche uno dei simboli concessi dal papa quando innalza una chiesa al rango di basilica: quello di una basilica maggiore è fatto di velluto dorato e rosso, mentre quello di una basilica minore è fatto di seta gialla e rossa; ad esso è accollato lo scudo araldico della basilica.
Infine si può ricordare che l'articolo 83 del Massimario della Consulta araldica del Regno d'Italia consentiva alle famiglie «che dettero Sommi Pontefici alla cattolicità, od ebbero il Vicariato od il generalato della Romana Chiesa, o ne furono privilegiate» di «usare l'ornamentazione araldica della così detta Basilica; cioè: il gonfalone della camera Apostolica accollato con le chiavi pontificie, cimandone lo scudo, e ponendolo in capo, secondo la tradizione, previo riconoscimento, caso per caso, preceduto dal parere della Commissione araldica romana».
Anche i gonfalonieri ed i vessilliferi potevano fregiarsi della basilica, ma caricandola nel loro scudo gentilizio, apponendola nel palo della Chiesa, una banda verticale rossa caricata da basilica e chiavi pontificie.

### Esempi di basiliche

Il Gonfalone della Chiesa secondo i canoni di Bonifacio VIII
Stemma del Sacro collegio e della Chiesa cattolica romana
Stemma della Sede vacante e della Camera apostolica
Stemma di Cardinale camerlengo
Stemma del Regno napoleonico d'Italia
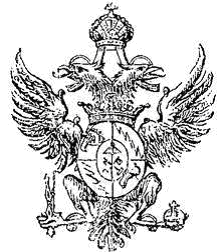
Basilica in cuore
Stemma di Basilica maggiore
Stemma di Basilica minore
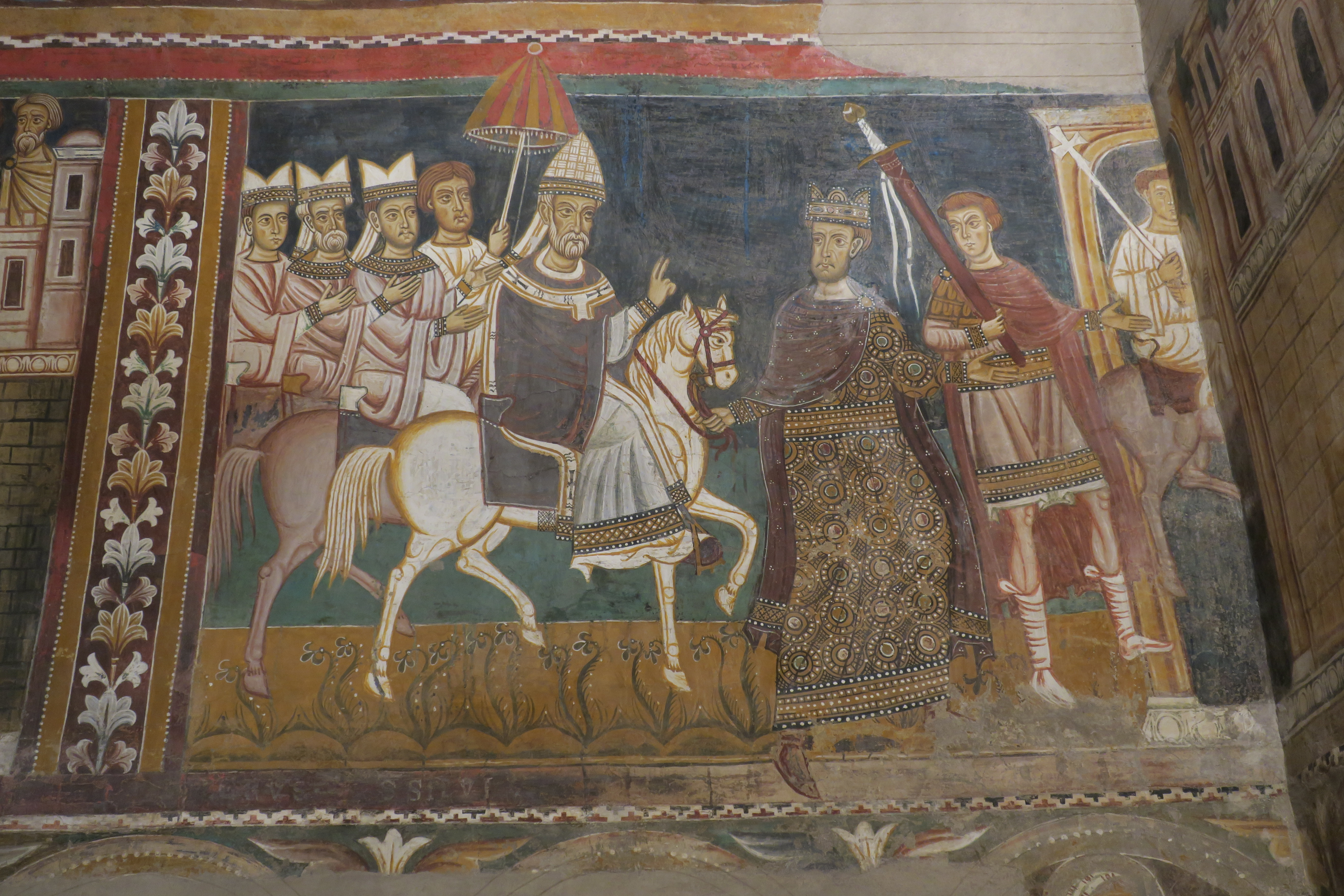
Oratorio San Silvestro, Roma, 1248

Il «Palo della Chiesa»

Palo della Chiesa
Stemma dei Farnese-Parma: caricato del Palo della Chiesa
Stemma dei Gonzaga: nel palo attraversante di rosso, una basilica